# Ortyxelos meiffrenii
Toirão-d'asa-branca ou toirão-de-asa-branca (Ortyxelos meiffrenii) é uma espécie de ave da família Turnicidae. Ortyxelos é um género monotípico dentro da família Turnicidae.
Pode ser encontrada nos seguintes países: Benim, Burkina Faso, Camarões, Chade, Costa do Marfim, Etiópia, Gana, Quénia, Mali, Níger, Nigéria, Senegal, Sudão, Tanzânia, Togo e Uganda.